# Jean M. Auel
Jean M. Auel (18 de febrer de 1936, Chicago, Illinois), nom artístic de Jean Marie Auel, és l'escriptora de la col·lecció Els Fills de la Terra, que avui dia compta ja amb sis llibres.
El seu nom de naixement fou Jean Marie Untinen. La segona de cinc germans, es casà amb Ray Bernard Auel als divuit anys, i amb ell ha tingut cinc fills. El 1964 esdevingué membre de Mensa International.
Uns anys després (1976) després d'uns mesos de recerca infructuosa d'un lloc de treball que la complagués, una idea per un relat curt sobre una noia prehistòrica començà a prendre forma a la seva ment. Una idea que lentament donaria pas a la coneguda nissaga Els Fills de la Terra.
La seva manera d'escriure, senzilla però plena d'emoció i sentiments, ha fet que moltes dones embarassades, fins i tot a Catalunya, hagin posat a la seva filla el nom d'Aila (el nom catalanitzat de la protagonista de la sèrie).
Gràcies i a causa del gran treball d'investigació que ha fet per aquesta nissaga, ha viatjat per gran part d'Europa, des de l'antiga Unió Soviètica a Espanya, passant per Àustria, Txecoslovàquia, Ucraïna, Hongria, Alemanya i França. També ha rebut diversos doctorats honoris causa.

## Obra
Durant els anys 1990 Auel va aconseguir vendre més de 20 milions de còpies dels seus tres primers llibres de la col·lecció Els Fills de la Terra els quals, a més, van ser traduïts a més de 18 idiomes; Pel maig del 2002, en el punt culminant de la publicació de la seva cinquena novel·la, la sèrie havia venut ja uns 34 milions de llibres. El sisè i últim llibre de la col·lecció es va publicar el març del 2011.
1. El clan de l'os de les cavernes, 1980
2. La vall dels cavalls, 1982
3. Els caçadors de mamuts, 1985
4. Les planes misterioses, 1990
5. Els refugis de pedra, 2002
6. La terra de les coves pintades, 2011